# Pont de la Vallée (Droiturier)
Pour les articles homonymes, voir Pont de la Vallée.
Le pont de la Vallée est un pont situé sur la commune de Droiturier, dans le département de l'Allier, en France.

## Localisation
Le pont est situé à l'ouest du bourg de Droiturier dans une zone boisée (bois de la Vallée). Il permet à la route départementale D 570 de franchir l'Andan, affluent de la Besbre, en direction de Lapalisse.

## Description
Ce très beau pont est tout en pierres de taille de granite et enjambe la vallée de l'Andan à l'aide de trois hautes arches.

## Historique
Le pont a été construit en 1752 et mis en service en 1758. Il s'inscrit dans le cadre des grands travaux de Daniel-Charles Trudaine qui a rectifié les grandes routes du royaume en les traçant "à la romaine", c'est-à-dire par grandes lignes droites autant que le relief le lui permettait. La petite route départementale RD 570 qu'il porte n'est autre qu'un tronçon du grand chemin royal de Paris à Lyon par le Bourbonnais, chemin qui a précédé la route nationale 7 . Cette partie entre Lapalisse et Saint-Martin-d'Estréaux, jugée trop pentue par endroits, a été remplacée par un nouveau tracé plus sinueux mais plus doux par Saint-Prix et le village de Rossignol au XIXe siècle. Aujourd'hui, et depuis 2008, un contournement à deux fois deux voies remplace ces anciens tracés. Le pont de la Vallée a fait l'objet d'une campagne de restauration approfondie en 2017.
Un épisode de l'insécurité sous le Directoire a frappé les esprits dans la région : le 8 frimaire an VIII (29 novembre 1799), à huit heures du soir, une bande de vingt-cinq brigands, qui étaient en général des déserteurs, a arrêté la malle qui allait de Paris à Lyon près du pont de Droiturier et la dévalisa en attachant le postillon et le courrier à un arbre.
L'édifice est inscrit au titre des monuments historiques en 1978.